# マニラエレミ
マニラエレミは、フィリピンに自生する樹木であり、またその樹木から採れる樹脂のことでもある。単にエレミ (elemi) とも呼ぶが、この呼称ではカナリアノキ（Canarium indicum; シノニム: C. commune）などの別種を指す場合もある。

## 分布
フィリピン固有種である。

## 形態的特徴
中高木である。
複葉を持ち、小葉は3-5対、長楕円形、対生である。托葉が葉柄に挿入され、早落性である。
花は単性花である。
果実は核果であり長さ2-4センチメートル、幅1.5-2センチメートルである。

## 利用

エレミシンはエレミから名付けられた。

幹から滲出する樹液もマニラエレミと呼ばれる。マニラエレミは、淡黄色の物質で、はちみつのような濃度を持つ。芳香を持つエレミ油は、樹脂から水蒸気蒸留して生成される。香りは、パイナップルやレモンに似ている。樹脂の構成成分の1つはα-アミリンである。
マニラエレミ樹脂はニスや印刷用のインク等に用いられる。また、本草薬として気管支炎、カタル、酷い咳、ストレス、傷の治療等に用いられる。成分には、フェランドレン、リモネン、エレモール、エレミシン、テルピネオール、カルボン、テルピノレン等を含む。
2006年に向精神薬作用が報告されたが、現在は否定されている。